# No Pads, No Helmets... Just Balls
No Pads, No Helmets... Just Balls es el álbum debut de la banda canadiense Simple Plan. Fue lanzado al mercado el 19 de marzo de 2002. La banda lanzó cuatro sencillos de este álbum. El álbum llegó al número treinta y cinco en Estados Unidos, y veintinueve en Australia, y recibió un disco de platino en Estados Unidos. Fue lanzado bajo el sello Atlantic Records. En el álbum participaron varios artistas, Mark Hoppus de Blink-182 en I'd Do Anything y Joel Madden de Good Charlotte en You Don't Mean Anything. Es el álbum más exitoso de la banda, y uno de los álbumes referentes del género pop punk y rock alternativo

## Lista de canciones
| N.º | Título                    | Duración |  |
| 1.  | «I'd Do Anything»         | 3:17     |  |
| 2.  | «The Worst Day Ever»      | 3:27     |  |
| 3.  | «You Don't Mean Anything» | 2:28     |  |
| 4.  | «I'm Just a Kid»          | 3:18     |  |
| 5.  | «When I'm With You»       | 2:37     |  |
| 6.  | «Meet You There»          | 4:14     |  |
| 7.  | «Addicted»                | 3:52     |  |
| 8.  | «My Alien»                | 3:08     |  |
| 9.  | «God Must Hate Me»        | 2:44     |  |
| 10. | «I Won't Be There»        | 3:09     |  |
| 11. | «One Day»                 | 3:15     |  |
| 12. | «Perfect»                 | 4:37     |  |

## Múltiples lanzamientos
No Pads, No Helmets... Just Balls fue lanzado con diferentes lista de canciones alrededor del mundo. Más abajo encontrarás algunos de estos otros lanzamientos, y cómo difieren de la lista de canciones anterior. La lista de canciones anterior es la edición de Estados Unidos, que incluye, además de las canciones mencionadas, contenido especial para verlo en el ordenador.
La edición de Malaysia no incluye la canción "Grow Up", ni la canción escondida "My Christmas List".
La edición de UK no contiene la canción escondida "My Christmas List", sin embargo, incluye un cover en vivo de la canción "American Jesus" como la canción catorce, y dos videos de la banda - "I'd Do Anything" y "I'm Just a Kid".
En Japón, una edición limitada CD + DVD fue lanzada primero. La canción trece del CD no era "Grow Up", pero en su lugar, "One By One", dejando a "Grow Up" como el catorce. Los videos de "I'm Just a Kid", "I'd Do Anything", y "Addicted" estaban en el DVD. La versión regular Japonesa era la misma, excepto que sin el DVD.
La edición canadiense no incluye la canción "Grow Up" ni la canción escondida.
La edición australiana incluye "Grow Up", y también "One By One" como la canción catorce.

## Posicionamiento en lista

### Semanal
| Grafica (2002-2005)                    | Pico de posición |
| -------------------------------------- | ---------------- |
| Australia (ARIA)                       | 29               |
| Canadá Álbumes (Billboard)             | 22               |
| Canadá Alternative Álbumes (Billboard) | 8                |
| Nueva Zelanda (Recorded Music NZ)      | 5                |
| Reino Unido Álbumes (OCC)              | 179              |
| UK Rock & Metal Albums (OCC)           | 24               |
| Estados Unidos (Billboard 200)         | 35               |

|